# ديفل ماي كراي
سلسلة ديفل ماي كراي (بالإنجليزية: Devil may cry)‏ هي سلسلة ألعاب تتبع طريقة مغامرات الأكشن (بالإنجليزية: Action-Adventure)‏. أول أصدارت اللعبة كانت في عام (2001 مـ)، من قبل شركة كابكوم على جهاز بلاي ستايشن 2 حيث أخذت شهرة واسعة حتى عام (2005 مـ) عندما قامت شركة يوبي سوفت بنشر اللعبة على نظام ويندوز.

## النشأة والحبكة

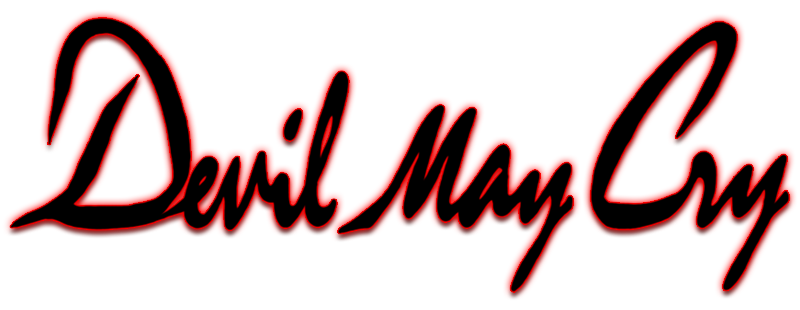
شعار سلسلة ألعاب الفيديو "ديفل ماي كراي"

مصمم اللعبة هيداكي كاميا ( Hideki Kamiya) هو نفسه مصمم لعبة ريزدنت إيفل (بالإنجليزية: Resident Evil)‏، حيث بدأ بتطور الجزء الثالث لهذه اللعبة عام (1998 مـ) في البدء، ولكنه قام بتطوير لعبة جديدة ومختلفة كلياً واعطيت اسم (Devil may cry) أي الشيطان قد يبكي .
الحبكة
تتحدث اللعبة عن شخصية رئيسية اسمها دانتي (بالإنجليزية: Dante)‏، يحاول معرفة ماضيه عبر سلسة أحداث يمر بها خلا الاصدارات المختلفة.
فالحبكة عبارة عن الصراع بين الخير الذي يمثله دانتي وأصدقائه والشر الذي يمثله عدة أشخاص مثل أخوه فيرجيل .

## نقاط مختلفة حول اللعبة
- شخصية دانتي مرحة و ستجده يسخر من الأعداء الذين يقابلهم و يستمتع بقتلهم بأسلوبه الخاص باستثناء الجزء الثاني ، على عكس أخيه فيرجل فهو يملك شخصية جادة و صارمة.
- يعمل دانتي في مكتب يحمل نفس اسم اللعبة كصائد للأشرار.
- أحداث الجزء الثالث من اللعبة تقع قبل أحداث الجزء الأول ، و تركز على بداية الصراع بين دانتي و توأمه فيرجل .
- في الجزء الرابع يكون البطل فتى اسمه نيرو Nero و يكون دانتي كبطل ثانوي .
- في الجزء الخامس الذي صدر في 2012 تم إجراء تغيير كبير على شكل دانتي .
- تتميز اللعب بتنوع كبير للأسلحة و مهارات القتال و كذلك تنوع للأعداء و الأماكن .

## شخصيات في اللعبة
- دانتي (بالإنجليزية: Dante)‏ وهو الشخصية الرئيسية و يكون موجود في جميع أجزاء اللعبة (يؤدي صوته الممثل روبن لانغدون ).

- فيرجيل(بالإنجليزية: Vergil)‏ وهو شقيق دانتي التوأم و يظهر كعدو في الجزء الأول و عدو رئيسي في الجزء الثالث .
- سباردا(بالإنجليزية: Sparda)‏ وهو والد كل من دانتي وفيرجيل.
- موندوس (بالإنجليزية: Mundus)‏ زعيم الشر يظهور في الجزء الأول ، كان والد دانتي قد هزمه لكنه يعود للانتقام من دانتي.
- تريش(بالإنجليزية: Trish)‏ تظهر في الجزء الأول و هدفها مساعدة دانتي في القضاء على موندوس ، تظهر لاحقاً في الجزء الرابع .
- ليدي (بالإنجليزية: Lady)‏ تظهر في الجزء الثالث بعِدة أسماء حسب الإصدار.
- أركام (بالإنجليزية: Arkham)‏ يظهر في الجزء الثالث و يعمل كمساعد لـ فيرجل.
- نيرو(بالإنجليزية: Nero)‏ يظهر في الجزء الرابع و هو البطل الرئيسي فيه و يملك يد شيطانية.

## الأسلحة
يستخدم اللاعب الرئيسي عدة أنواع من الأسلحة منها:

دانتي مع لوسيا ديفل ماي كراي(2)

- مسدس
- بنادق
- سيف
- استخدام السحر

## الإصدارات الرئيسية
| الجزء | سنة الصدور | الاسم بالعربي          | الاسم بالإنجليزي  | الأجهزة التي صدر عليها                                       |
| ----- | ---------- | ---------------------- | ----------------- | ------------------------------------------------------------ |
| 1     | 2001       | ديفل ماي كراي          | Devil May Cry     | بلاي ستايشن 2                                                |
| 2     | 2003       | ديفل ماي كراي 2        | Devil May Cry 2   | بلاي ستايشن 2                                                |
| 3     | 2005       | ديفل ماي كراي 3        | Devil May Cry 3   | بلاي ستايشن 2، ميكروسوفت ويندوز                              |
| 4     | 2008       | ديفل ماي كراي 4        | Devil May Cry 4   | بلاي ستيشن 3، إكس بوكس 360، ميكروسوفت ويندوز، آي أو إس (أبل) |
| 5     | 2013       | دي إم سي ديفل ماي كراي | DmC Devil May Cry | بلاي ستايشن 3، إكس بوكس 360 ((ميكروسوفت ويندوز))             |
| 6     | 2019       | ديفل ماي كراي 5        | Devil May Cry 5   | مايكروسوفت ويندوز ، بلاي ستيشن 4 ، إكس بوكس ون               |

## الجوائز
- بيع أكثر من 1,800,000 نسخة حول العالم من ديفل ماي كراي (3).[1]

## روابط خارجية
- ديفل ماي كراي على موقع ميوزك برينز (الإنجليزية)
- ديفل ماي كراي على موقع ANN manga (الإنجليزية)